# Nikolai Topor-Stanley
Nikolai David Topor-Stanley (ur. 11 marca 1985 w Canberze) – australijski piłkarz polskiego pochodzenia, posiada również obywatelstwo maurytyjskie.
Topór-Stanley jest synem maurytyjskiego inżyniera i polsko-niemieckiej matki. W 2005 reprezentował Australię na mistrzostwach świata U-20. Był również z reprezentacją Australii na olimpiadzie w Pekinie.
W A-League rozegrał 380 spotkań i zdobył 13 bramek.